# إيرل توماس (لاعب كرة قدم أمريكية)
إيرل توماس (بالإنجليزية: Earl Thomas) هو لاعب كرة قدم أمريكية أمريكي، ولد في 7 مايو 1989 في أورانج في الولايات المتحدة.

## وصلات خارجية
- الموقع الرسمي
- إيرل توماس على موقع إي إس بي إن.كوم (أن.أف.أل)3
- إيرل توماس على موقع مرجع كرة القدم المحترفة.كوم (الإنجليزية)